# Festa in casa di Simone
La Festa in casa di Simone è un dipinto a tempera su tavola (18x42 cm) di Sandro Botticelli, databile al 1491-1493 circa e conservato nel Philadelphia Museum of Art di Filadelfia.

## Storia
Il pannello fa parte della predella di una pala d'altare per il monastero fiorentino di Sant'Elisabetta delle Convertite a Firenze, dove era stata finanziata dall'Arte dei Medici e Speziali. Il monastero ospitava prostitute pentite, per questo la figura di riferimento era Maria Maddalena a cui è dedicata la predella.
Con la soppressione del 1808 il patrimonio dell'istituzione sacra venne disperso. La pala in particolare, oggi al Courtauld Institute di Londra, venne separata dalla predella, che era originariamente un'unica tavola lignea, venne segata in più scomparti e dopo messa sul mercato antiquario. Oggi trova al Philadelphia Museum of Art.

## Descrizione e stile
La scena è ambientata all'interno dell'abitazione di Simone il Fariseo dove la Maddalena unse i piedi coi propri capelli a Gesù in segno di umiltà e di riverenza (Lc 10:38-42 e Gv 11:1-45).
Davanti alla tavola, dove i cinque commensali guardano stupiti l'avvenimento, la Maddalena si prostra in terra ricevendo la benedizione del Salvatore. La semplicità dell'ambientazione rimanda a esempi più antichi, come Beato Angelico, che il Botticelli ricreò nelle opere della sua ultima produzione, volutamente arcaizzanti all'insegna di un ritrovato sentimento mistico, derivato da una riflessione sulle prediche e sulle vicende di Girolamo Savonarola. Per amplificare la sostanza dell'episodio l'artista fece un tavolino a "L" che isola le due figure sacre dagli altri spettatori di corredo. Semplice ma curato è il brano di paesaggio che si vede da una porta a sinistra, oltre un'anticamera con cassapanca descritta con minuzia.
La scena è intonata su colori accesi e squillanti, con poco ricorso alle ombre, tipico della produzione finale dell'artista.